# Vaquería
Una vaquería és una festa popular del Iucatan, Mèxic, que es remunta a l'època colonial, quan els espanyols que havien conquerit la regió i que es dedicaven al bestiar boví convocaven els seus treballadors per ferrar les vaques i oferien, o permetien, un festeig o ball col·lectiu amb una cerimònia.

## Història
En la festa popular participava animadament tot el poble o el conjunt d'habitants de la hisenda per celebrar l'auge econòmic que implicava el creixement del bestiar. Es realitzava el festeig sota l'auspici religiós del sant patró de la vila. La seva durada era variable i estava condicionada a la capacitat econòmica dels organitzadors o participants, però podia estendre's diversos dies.
Duran la vaquería les feines quedaven suspeses totalment. La festa es realitzava a la plaça principal de la hisenda o als encontorns de l'edifici principal on normalment vivien els propietaris.

## Actualitat
Encara avui dia aquestes festivitats es duen a terme a gairebé totes les viles del Iucatan. Ara es fa més èmfasi en el caràcter religiós de la festa i normalment s'organitzen anualment o cada sis mesos, per rematar les processons o homenatges periòdics al sant patró de la vila i tot i que principalment ja estan dissociades de l'activitat ramadera, continuen dient-se vaquerías.
A partir de la segona meitat del segle XX la festivitat s'ha transformat, no només per efecte de la música moderna que ha influït en la realització dels balls, sinó que les begudes alcohòliques que mai no van estar absents, ara han guanyat presència en la festa.